# Асоп
Асоп (грч. Ἀσωπός) је у грчкој митологији био бог истоимене реке.

## Етимологија
Ово име је можда изведено од речи asiapaos, што би значило „никад миран“.

## Митологија
Био је бог две реке; једне која је протицала кроз Сикион на Пелопонезу и друге, за коју се веровало да је притока прве, која је протицала у Беотији у централној Грчкој, а извирала на планини Китерон. Различити аутори су наводили различите личности као његове родитеље, али и потомство. Диодор га је сматрао сином Океана и Тетије, као и Аполодор, мада је Аполодор као његове родитеље навео и Зевса и Еуриному, али и Посејдона и Перу. Према Паусанији, његови родитељи су били Посејдон и Келуса. Био је ожењен Метопом, кћерком речног бога Ладона. Веровало се да је имао двадесет (или дванаест) прелепих кћерки, нимфа Најада, са извора градова Беотије, Сикиона, Коринта, Арга, као и градова на острвима. У Хомеровој „Одисеји“ наведена је његова кћерка Антиопа. Према Пиндару и још неким ауторима, његова кћерка је била Егина, али и Теба. Према Корини, његове кћерке су биле Егина, Еубоја, Коркира, Платаја, Саламина, Синопа, Танагра, Теба и Теспија. Бахилид је писао да су његове кћерке Егина, Клеона, Коркира, Пирена, Синопа и Теба. Аполодор је навео да је Асоп имао кћерке Егину, Исмену, Саламину, као и још седамнаест других, али и два сина; Исмена и Пелегона. Херодот је навео Егину, Ероју и Тебу. Према Паусанији, кћерке су биле Егина, Харпина, Клеона, Коркира, Немеја, Ероја, Платаја, Саламина, Танагра, Теба и Теспија. Аполоније са Рода је навео само Коркиру и Синопу, а Статије Егину и Хипсеја. Према Диодору, његови синови су били Исмен и Пелазг, а кћерке Егина, Асопида, Харпина, Халкида, Клеона, Коркира, Орнија, Пирена, Саламина, Синопа, Тангра, Теба и Теспија. Као његова кћерка помиње се и Рода, а он је можда био и отац Антедони, Клонији, Лангији и Силиди. Преко својих унука, Асоп је постао предак најчувенијих грчких јунака. Наиме, његове кћерке су отимали и силовали Зевс, Посејдон и Аполон. Најмлађу, Егину, уграбио је Зевс. Међутим, Асоп је кренуо у потрагу за њом и Сизиф му је открио све о отмици, али уз противуслугу да коринтску тврђаву снабде плитком водом. Тако је вода протекла поред Афродитиног храма, где су постављене статуе богиње, Сунца и Ерота-стрелца. У Коринту је Асоп затекао Зевса како грли Егину у шумарку. Када је видео Асопа, Зевс, ненаоружан, побегао је у шипражје и претворио се у стену. Касније је Сизиф у Подземљу морао да гура стену исте величине, што је била казна јер је издао бога. Зевс је у виду стене сачекао да Асоп оде, а потом се вратио на Олимп. Овог пута наоружан громом, напао је Асопа и нанео му тешке ране. Због тих задобијених рана, Асоп се од тада кретао полако, а тиме се објашњавало и зашто су његовом реком у каснијим временима повремено плутали парчићи угљенисаног дрвета. Паусанија је писао да је пелопонески Асоп био заправо човек, који је у време Арантове владавине открио реку Асоп и она је добила име по њему. Наиме, помињала су се два Асопа и према неким тврђењима, с обзиром да су се имена кћерки односила на географске локације, није тешко претпоставити коме од њих двојице те кћерке и припадају. Много су славније оне које су потицале са Пелопонеза.

## Тумачење
Према Роберту Гревсу, Асопове кћерке су заправо биле свештенице Месечеве Богиње које су насељавале плодне долине крај реке Асоп, а које су освојили Еољани, па отуда и прича о њиховом силовању. Прича о отмици Егине је била у вези са освајањем града Флије. Наиме, тај град се налазио у горњем сливу реке и освојили су га Ахајци, јер се Коринћани нису одазвали позиву у помоћ. Име Егина, као и Перо, могућа Асопова мајка, имају значење које указује на Атенин кожни штит. Друге две Асопове могуће мајке, Еуринома и Тетија, стари су називи за Месечеву Богињу.

## Култ
Према неким наводима, култ овог бога је постојао у градовима Флији и Сикиону. Тамо су му указивали почасти. На скулптурама су га представљали као човека или у облику говеда.